# Carphodactylus laevis
Carphodactylus laevis is een hagedis die behoort tot de gekko's en de familie Carphodactylidae.

## Naam en indeling
De wetenschappelijke naam van de soort werd voor het eerst voorgesteld door Albert Günther in 1897. Het is de enige soort uit het monotypische geslacht Carphodactylus en de typesoort voor de familie Carphodactylidae. Ook het geslacht Carphodactylus werd beschreven door Günther in 1897.
De soortaanduiding laevis betekent vrij vertaald 'licht van gewicht'.

## Uiterlijke kenmerken
De soort kan een kopromplengte bereiken van 13 centimeter exclusief de staart. Het lichaam is sterk zijwaarts afgeplat, wat ongebruikelijk is voor gekko's. De lichaamskleur is bruin, op het midden van de rug is een kleine stekeltjeskam aanwezig die een lichtere tot gele kleur heeft. De staart heeft een zeer dikke basis en wordt dikker in het midden om naar het einde toe sterk in diameter af te nemen en de staartpunt is langwerpig en puntig. De staart heeft een zeer donkerbruine kleur en is voorzien van een afstekende helder witte bandering. Als de staart verloren gaat en weer aangroeit is deze veel kleiner en heeft een uniforme kleur en een onduidelijk vlekpatroon.
De ogen zijn relatief groot en zijn aan de voorzijde van de kop gepositioneerd. Boven de ogen is een opstaande rand aanwezig die de ogen moeilijk zichtbaar maakt voor roofdieren die van boven naderen, zoals roofvogels. De bovenzijde van de kop is geel van kleur, de zijkanten hebben juist een zeer donkere kleur. De poten zijn opvallend lang, ook de vingers en tenen zijn relatief lang en dun en ze dragen geen hechtlamellen zoals van vrijwel alle andere gekko's bekend is. De poten kunnen worden gebruikt als grijporganen om takken vast te houden.

## Levenswijze
De hagedis wacht op takken vlak boven de bodem met de kop naar beneden op voorbijkomende prooidieren. Op het menu staan kleine dieren zoals insecten.
Bij bedreiging wordt de opvallend gekleurde staart boven het lichaam gehouden en heen- en weer gewiegd zodat een predator zich hierop concentreert in plaats van de kwetsbare lichaamsdelen. Als de gekko wordt aangevallen werpt het dier zijn staart af, wat caudale autotomie wordt genoemd en veel voorkomt bij hagedissen. De staart blijft dan kronkelend achter zodat een vijand zich hierop focust en de gekko kan ontsnappen. Bij Carphodactylus laevis gaat deze vorm van afleiding nog een stapje verder; de afgestoten staart produceert via een opening luid piepende geluiden die doen denken aan een muis.

## Verspreiding en habitat
De gekko komt endemisch voor in Australië en is hier alleen aangetroffen in het noordoosten van de staat Queensland. De habitat bestaat uit vochtige tropische en subtropische bossen, zowel in laaglanden als in bergstreken. De soort is aangetroffen tot op een hoogte van ongeveer 1400 meter boven zeeniveau.

## Beschermingsstatus
Door de internationale natuurbeschermingsorganisatie IUCN is de beschermingsstatus 'veilig' toegewezen (Least Concern of LC).